# Provincia de Kangwon
Kangwŏn es una provincia de la República Democrática Popular de Corea, con su capital en Wŏnsan. Antes de la división de Corea en 1945, Kangwon y sus vecinos de Corea del Sur Gangwon-do (también deletreado Kangwon-do) eran una sola provincia de la que Wŏnsan no formaba parte.

## Población y territorio
Las cifras del censo realizado en el año 2005 afirman que Kangwon-do posee una población compuesta por 1.474.225 personas. Tiene una superficie de 11.255 km², que en términos de extensión es similar a la de Líbano. Su densidad poblacional es por ende de 131 habitantes por kilómetro cuadrado.

### Condados
- Condado de Kosŏng

- Datos: Q41416
- Multimedia: Kangwon-do / Q41416